# Pietro Bernini
Pietro Bernini (6. maj 1562 – 29. avgust 1629) je bil italijanski kipar. Bil je oče enega najslavnejših umetnikov baroka, Gian Lorenza Berninija, pa tudi kiparja in arhitekta Luigija Berninija.

## Življenjepis
Bernini se je rodil v kraju Sesto Fiorentino v Toskani. Preselil se je v Neapelj, da bi tam delal na Certosi di San Martino, in Gian Lorenzo se je rodil v Neaplju leta 1598. Leta 1605 se je družina preselila v Rim pod zaščito kardinala Scipioneja Borgheseja. V Rimu je delal na različnih projektih za papeža Pavla V., drugega Borgheseja, vključno s Pavlinsko kapelo v baziliki Santa Maria Maggiore.
Eden najbolj znanih prispevkov Pietra Berninija mestu Rim je Fontana della Barcaccia (Vodnjak stare ladje), ki spominja na nasedlo ladjo in je ob vznožju Španskih stopnic. Dal jo je zgraditi papež Urban VIII. in leta 1627. Sodeloval je tudi pri Neptunovem vodnjaku v Neaplju, dokončanem med letoma 1600 in 1601.
Starejši Bernini je sprva sodeloval s svojim sinom (na primer pri Dečku z zmajem leta 1617), a ga je kasneje zasenčil sinov talent, okoli leta 1617 pa končal kariero neodvisnega kiparja, očitno vesel, da lahko deluje kot sinov pomočnik. Umrl je v Rimu, star 67 let.

## Galerija
- Fontana della Barcaccia, Rim
- Bazilika Marije Snežne, Rim
- Sveti Martin deli svoj plašč, Certosa di San Martino, Neapelj
- Flora, Pietro Bernini, 1616